# Lijst van rijksmonumenten in Noordenveld

Noordenveld

De gemeente Noordenveld telt 237 inschrijvingen in het rijksmonumentenregister. Hieronder een overzicht. Voor een overzicht van beschikbare afbeeldingen zie de categorie Rijksmonumenten in Noordenveld op Wikimedia Commons.

## Een
De plaats Een telt 2 inschrijvingen in het rijksmonumentenregister.
| Object                        | Oorspronkelijke functie? | Bouwjaar                               | Architect | Locatie         | Coördinaten?                | Nr.?   | Afbeelding                    |
| ----------------------------- | ------------------------ | -------------------------------------- | --------- | --------------- | --------------------------- | ------ | ----------------------------- |
| Zwartendijksterschans         | Omwalling                | 1593-'94 1672 (verb.) 1961 ged. rest.) |           | bij Schansweg 4 | 53° 5' 5" NB, 6° 21' 14" OL | 30800  | Meer afbeeldingen             |
| Voorm. openbare lagere school | Onderwijs en wetenschap  | 1877                                   |           | Hoofdstraat 62  | 53° 5' 2" NB, 6° 23' 28" OL | 469383 | Voorm. openbare lagere school |

## Foxwolde
De plaats Foxwolde telt 1 inschrijving in het rijksmonumentenregister.
| Object         | Oorspronkelijke functie? | Bouwjaar | Architect    | Locatie           | Coördinaten?                | Nr.?   | Afbeelding     |
| -------------- | ------------------------ | -------- | ------------ | ----------------- | --------------------------- | ------ | -------------- |
| Voorm. tolhuis | Overheidsgebouw          | 1884     | A. Schotanus | Roderwolderweg 14 | 53° 9' 4" NB, 6° 27' 32" OL | 478205 | Voorm. tolhuis |

## Huis ter Heide
De plaats Huis ter Heide telt 2 inschrijvingen in het rijksmonumentenregister.
| Object         | Oorspronkelijke functie? | Bouwjaar | Architect    | Locatie                      | Coördinaten?                 | Nr.?   | Afbeelding        |
| -------------- | ------------------------ | -------- | ------------ | ---------------------------- | ---------------------------- | ------ | ----------------- |
| Sluis II       | Waterkering en -doorlaat | 1878     | J. Strootman | Kolonievaart bij Norgervaart | 53° 1' 13" NB, 6° 28' 55" OL | 469373 | Meer afbeeldingen |
| Huis ter Heide | Boerderij                | 1886     |              | Asserstraat 136              | 53° 1' 17" NB, 6° 28' 56" OL | 469374 | Meer afbeeldingen |

## Langelo
De plaats Langelo telt 2 inschrijvingen in het rijksmonumentenregister.
| Object                                                                                   | Oorspronkelijke functie? | Bouwjaar                               | Architect | Locatie         | Coördinaten?                 | Nr.?   | Afbeelding                   |
| ---------------------------------------------------------------------------------------- | ------------------------ | -------------------------------------- | --------- | --------------- | ---------------------------- | ------ | ---------------------------- |
| Kop-rompboerderij met woonhuis onder afgewolfd zadeldak en schuur onder rieten schilddak | Boerderij                | ca. 1875                               |           | Hoofdweg 15     | 53° 5' 34" NB, 6° 26' 42" OL | 469391 | Upload foto                  |
| Kop-rompboerderij, bijschuur                                                             | Boerderij                | mog. vroege 19e eeuw (ankerbalkgebint) |           | bij Hoofdweg 15 | 53° 5' 34" NB, 6° 26' 42" OL | 469392 | Kop-rompboerderij, bijschuur |

## Lieveren
De plaats Lieveren telt 1 inschrijving in het rijksmonumentenregister.
| Object                    | Oorspronkelijke functie? | Bouwjaar     | Architect | Locatie   | Coördinaten?                | Nr.?   | Afbeelding                |
| ------------------------- | ------------------------ | ------------ | --------- | --------- | --------------------------- | ------ | ------------------------- |
| Café 't Hart van Lieveren | Boerderij                | 1890 (verb.) |           | Centrum 2 | 53° 6' 55" NB, 6° 27' 6" OL | 478213 | Café 't Hart van Lieveren |

## Nietap
De plaats Nietap telt 1 inschrijving in het rijksmonumentenregister.
| Object                                                         | Oorspronkelijke functie? | Bouwjaar | Architect | Locatie              | Coördinaten?                 | Nr.?   | Afbeelding                                                     |
| -------------------------------------------------------------- | ------------------------ | -------- | --------- | -------------------- | ---------------------------- | ------ | -------------------------------------------------------------- |
| Woonhuis in sobere classicistisch getinte baksteenarchitectuur | Woonhuis                 | ca. 1850 |           | J.P. Santeeweg 16-18 | 53° 9' 41" NB, 6° 23' 39" OL | 478206 | Woonhuis in sobere classicistisch getinte baksteenarchitectuur |

## Nieuw-Roden
De plaats Nieuw-Roden telt 1 inschrijving in het rijksmonumentenregister.
| Object                            | Oorspronkelijke functie? | Bouwjaar | Architect | Locatie     | Coördinaten?                 | Nr.?   | Afbeelding                        |
| --------------------------------- | ------------------------ | -------- | --------- | ----------- | ---------------------------- | ------ | --------------------------------- |
| Voorm. christelijke lagere school | Onderwijs en wetenschap  | 1930-'31 | H. Beumer | Eikenlaan 5 | 53° 7' 54" NB, 6° 23' 47" OL | 478207 | Voorm. christelijke lagere school |

## Norg
De plaats Norg telt 27 inschrijvingen in het rijksmonumentenregister. Zie de Lijst van rijksmonumenten in Norg voor een overzicht.

## Peest
De plaats Peest telt 3 inschrijvingen in het rijksmonumentenregister.
| Object                                       | Oorspronkelijke functie? | Bouwjaar | Architect | Locatie         | Coördinaten?                 | Nr.?   | Afbeelding        |
| -------------------------------------------- | ------------------------ | -------- | --------- | --------------- | ---------------------------- | ------ | ----------------- |
| Boerderijtje met zijbaander onder zadeldak   | Boerderij                | 19e eeuw |           | Schaapdijk 3    | 53° 3' 31" NB, 6° 29' 53" OL | 46803  | Meer afbeeldingen |
| Boerderij van het "landherentype", woonhuis  | Boerderij                | ca. 1855 |           | Hoofdweg 23     | 53° 3' 39" NB, 6° 30' 5" OL  | 469394 | Meer afbeeldingen |
| Boerderij van het "landherentype", bijschuur | Boerderij                | 1935     |           | bij Hoofdweg 23 | 53° 3' 39" NB, 6° 30' 5" OL  | 469395 | Meer afbeeldingen |

## Peize
De plaats Peize telt 18 inschrijvingen in het rijksmonumentenregister. Zie de Lijst van rijksmonumenten in Peize voor een overzicht.

## Peizerwold
De plaats Peizerwold telt 2 inschrijvingen in het rijksmonumentenregister.
| Object            | Oorspronkelijke functie? | Bouwjaar | Architect    | Locatie         | Coördinaten?                 | Nr.?   | Afbeelding        |
| ----------------- | ------------------------ | -------- | ------------ | --------------- | ---------------------------- | ------ | ----------------- |
| Voormalig tolhuis | Overheidsgebouw          | 1884     | A. Schotanus | Groningerweg 31 | 53° 9' 56" NB, 6° 29' 44" OL | 478022 | Meer afbeeldingen |
| Hoeve Woudrust    | Boerderij                | 1914     |              | Groningerweg 38 | 53° 9' 26" NB, 6° 29' 41" OL | 478023 | Hoeve Woudrust    |

## Roden
De plaats Roden telt 24 inschrijvingen in het rijksmonumentenregister. Zie de Lijst van rijksmonumenten in Roden voor een overzicht.

## Roderwolde
De plaats Roderwolde telt 7 inschrijvingen in het rijksmonumentenregister.
| Object                                                                  | Oorspronkelijke functie?  | Bouwjaar                                | Architect | Locatie                       | Coördinaten?                  | Nr.?   | Afbeelding        |
| ----------------------------------------------------------------------- | ------------------------- | --------------------------------------- | --------- | ----------------------------- | ----------------------------- | ------ | ----------------- |
| De Waalborg                                                             | Boerderij                 | ca. 1650 1784 (verb.) 19e eeuw (schuur) |           | De Hoek 1                     | 53° 10' 23" NB, 6° 28' 47" OL | 32540  | Meer afbeeldingen |
| Woldzigt                                                                | Industrie- en poldermolen | 1852 1976 (rest.)                       |           | Hoofdstraat 58                | 53° 10' 9" NB, 6° 28' 28" OL  | 32541  | Meer afbeeldingen |
| Woldzigt, bijgebouwen                                                   | Industrie- en poldermolen | 1852                                    |           | Hoofdstraat 56 Hoofdstraat 60 | 53° 10' 9" NB, 6° 28' 28" OL  | 32542  | Meer afbeeldingen |
| Hervormde kerk (Jacobskerk)                                             | Kerk en kerkonderdeel     | 1831 2000 (rest.)                       |           | Hoofdstraat 25                | 53° 10' 6" NB, 6° 28' 17" OL  | 32543  | Meer afbeeldingen |
| Hervormde kerk, toren                                                   | Kerk en kerkonderdeel     | 1831 2000 (rest.)                       |           | Hoofdstraat 25                | 53° 10' 6" NB, 6° 28' 17" OL  | 32544  | Meer afbeeldingen |
| Algemene begraafplaats, baarhuisje                                      | Begraafplaats en -onderdl | eind 19e eeuw                           |           | bij Achtersteweg 2            | 53° 10' 29" NB, 6° 28' 8" OL  | 32545  | Meer afbeeldingen |
| Kop-rompboerderij in sobere classicistisch getinte baksteenarchitectuur | Boerderij                 | ca. 1860                                |           | Hoofdstraat 38                | 53° 10' 7" NB, 6° 28' 19" OL  | 478212 | Meer afbeeldingen |

## Steenbergen
De plaats Steenbergen telt 2 inschrijvingen in het rijksmonumentenregister.
| Object     | Oorspronkelijke functie? | Bouwjaar    | Architect                     | Locatie                                                         | Coördinaten?                 | Nr.?   | Afbeelding        |
| ---------- | ------------------------ | ----------- | ----------------------------- | --------------------------------------------------------------- | ---------------------------- | ------ | ----------------- |
| Hunebed D1 | Archeologisch monument   | Neolithicum |                               | ten westen van de Hoofdweg aan de zuidrand van de Noorderduinen | 53° 6' 17" NB, 6° 24' 38" OL | 467460 | Meer afbeeldingen |
| De Vennen  | Kasteel, buitenplaats    | 1936-'37    | H.C. Hillebrands en T. Zondag | Hoofdweg 16                                                     | 53° 6' 17" NB, 6° 24' 52" OL | 478214 | Upload foto       |

## Veenhuizen
De plaats Veenhuizen telt 124 inschrijvingen in het rijksmonumentenregister. Zie de Lijst van rijksmonumenten in Veenhuizen voor een overzicht.

## Westervelde
De plaats Westervelde telt 13 inschrijvingen in het rijksmonumentenregister. Zie de Lijst van rijksmonumenten in Westervelde voor een overzicht.

## Zuidvelde
De plaats Zuidvelde telt 9 inschrijvingen in het rijksmonumentenregister. Zie de Lijst van rijksmonumenten in Zuidvelde voor een overzicht.
Aa en Hunze ·
Assen ·
Borger-Odoorn ·
Coevorden ·
De Wolden ·
Emmen ·
Hoogeveen ·
Meppel ·
Midden-Drenthe ·
Noordenveld ·
Tynaarlo ·
Westerveld